# Jef Delen
Jef Delen (Bonheiden, 29 juni 1976) is een Belgisch voormalig voetballer die 12 seizoenen voor KVC Westerlo uitkwam. Hij was een linkshalf en werd later omgevormd tot linksachter.  

## Carrière
Delen stond sinds 2000 onder contract bij KVC Westerlo. De linker middenvelder speelde voordien ook bij respectievelijk BO Beerzel, Sporting Wijchmaal, KFC Tielen, KV Mechelen en Verbroedering Geel Termolen. Hij is vanaf het seizoen 2006/07 aanvoerder in 't Kuipje.
Delen staat vooral bekend om zijn onverzettelijke speelstijl en om zijn doelpunt in de bekerfinale van 2001. Hij scoorde het enige doelpunt van de wedstrijd tegen SK Lommel op aangeven van Marc Schaessens.
Delen speelde op 17 april 2010 zijn 300e competitiewedstrijd in eerste klasse tegen Cercle Brugge. Op 30 oktober 2010 speelde hij zijn 350e competitiewedstrijd in eerste klasse, eveneens tegen Cercle Brugge.

## Clubstatistieken[1]
| seizoen | club               | land   | competitie           | wed. | goals |
| ------- | ------------------ | ------ | -------------------- | ---- | ----- |
| 1993/94 | BO Beerzel         | België | Tweede provinciale E | 16   | 3     |
| 1994/95 | BO Beerzel         | België | Tweede provinciale A | 11   | 2     |
| 1995/96 | BO Beerzel         | België | Tweede provinciale D | 8    | 0     |
| 1996/97 | KFC Tielen         | België | Derde Klasse B       | 9    | 1     |
| 1997/98 | KFC Tielen         | België | Tweede Klasse        | 16   | 3     |
| 1998/99 | KV Mechelen        | België | Tweede Klasse        | 9    | 0     |
| 1998/99 | Verbroedering Geel | België | Tweede Klasse        | 31   | 6     |
| 1999/00 | Verbroedering Geel | België | Jupiler League       | 34   | 6     |
| 2000/01 | KVC Westerlo       | België | Jupiler League       | 25   | 3     |
| 2001/02 | KVC Westerlo       | België | Jupiler League       | 29   | 1     |
| 2002/03 | KVC Westerlo       | België | Jupiler League       | 28   | 8     |
| 2003/04 | KVC Westerlo       | België | Jupiler League       | 34   | 2     |
| 2004/05 | KVC Westerlo       | België | Jupiler League       | 34   | 2     |
| 2005/06 | KVC Westerlo       | België | Jupiler League       | 22   | 5     |
| 2006/07 | KVC Westerlo       | België | Jupiler League       | 33   | 5     |
| 2007/08 | KVC Westerlo       | België | Jupiler League       | 32   | 2     |
| 2008/09 | KVC Westerlo       | België | Jupiler League       | 30   | 0     |
| 2009/10 | KVC Westerlo       | België | Jupiler League       | 27   | 0     |
| 2009/10 | KVC Westerlo       | België | Play-Off II A        | 6    | 0     |
| 2010/11 | KVC Westerlo       | België | Jupiler League       | 27   | 0     |
| 2010/11 | KVC Westerlo       | België | Play-Off II A        | 3    | 0     |
| 2011/12 | KVC Westerlo       | België | Jupiler League       | 18   | 0     |
| 2011/12 | KVC Westerlo       | België | Play-Off III         | 2    | 0     |
|         |                    |        | Totaal               | 474  | 49    |

1 Bolat ·
2 Ortakaya ·
3 Haidara ·
4 Fixelles ·
5 Bos ·
7 Sayyadmanesh ·
9 Frigan ·
10 Devine ·
11 Gümüşkaya ·
13 Sakamoto ·
15 Sydorchuk ·
17 Smekens ·
18 Yow ·
19 Slimani ·
20 Gillekens ·
22 Reynolds ·
23 Seigers ·
25 Rommens ·
30 Van Langendonck ·
32 Jordanov ·
33 Neustädter ·
34 Haspolat ·
36 Youlley ·
39 Van den Keybus ·
40 Bayram ·
44 Vušković ·
46 Piedfort ·
47 Mebude ·
49 Placias ·
60 De Boeck ·
77 Alcócer ·
99 Jungdal ·
Coach: Simons